# Castorinsel
Die Castorinsel (auch Castor-Nunatak) ist eine bis zu 155 m hohe Insel vor der Ostküste Grahamlands auf der Antarktischen Halbinsel. Sie liegt 5 km südwestlich der Westspitze der Robertson-Insel in der Gruppe der Robbeninseln.
Entdeckt und kartiert wurde sie im Dezember 1893 bei der Walfangexpedition (1892–1894) des norwegischen Walfängers und Antarktisforschers Carl Anton Larsen. Larsen benannte sie nach der Castor, einem Walfangschiff bei dieser Expedition unter Kapitän Morten Pedersen. Während Larsen die damals von Schelfeis umgebenen Erhebungen als Inseln einstufte, hielten sie Teilnehmer der Schwedischen Antarktisexpedition 1902 unter der Leitung Otto Nordenskjölds für Nunatakker. Seitdem wird die Castorinsel auch Castor-Nunatak genannt, obwohl das umliegende Larsen-Schelfeis seit 1995 zerfallen ist.